# 194 Prokne
194 Prokne är en asteroid i asteroidbältet, upptäckt 21 mars 1879 av astronomen Christian Heinrich Friedrich Peters i Clinton, New York, USA. Asteroiden har fått sitt namn efter Prokne, syster till Filomele inom grekisk mytologi.
Den tillhör och har givit namn åt asteroidgruppen Prokne.